# Ескадрені міноносці типу L та M
Ескадрені міноносці типу L та M (англ. L and M-class destroyer) — клас військових кораблів з 16 ескадрених міноносців, що випускалися британськими суднобудівельними компаніями з 1937 по 1940 роки. Ескадрені міноносці цього типу входили до складу Королівського військово-морського флоту Великої Британії та ВМС інших країн та знайшли широкого застосування за часів Другої світової війни та післявоєнний час. У морських боях та битвах було втрачено 9 кораблів цього типу.
Ці типи британських ескадрених міноносців типу «L» та «M» були модифікованою та збільшеною версією есмінців типу «J», з поліпшенням деяких основних характеристик.

## Ескадрені міноносці типу L та M

### Королівський військово-морський флот Великої Британії

#### Ескадрені міноносці типу «L»
| Корабель   | Номер вимпелу | Виготовлювач                                        | Закладено         | Спущено           | У строю        | Статус |
| ---------- | ------------- | --------------------------------------------------- | ----------------- | ----------------- | -------------- | --- |
| «Лафорей»  | G99           | Yarrow Shipbuilders, Глазго                         | 1 березня 1939    | 15 лютого 1941    | 26 серпня 1941 | 30 березня 1944 року потоплений німецьким підводним човном U-223                                           |
| «Ланс»     | G87           | Yarrow Shipbuilders, Скотстон                       | 1 березня 1939    | 28 листопада 1940 | 13 травня 1941 | 5 та 9 квітня 1942 року отримав серйозні пошкодження під час бомбардувань; розібраний на металобрухт       |
| «Гуркха»   | G63           | Cammell Laird, Беркенгед                            | 18 жовтня 1938    | 8 липня 1940      | 18 лютого 1941 | 17 січня 1942 року потоплений німецьким підводним човном U-133                                             |
| «Ліджен»   | G74           | Hawthorn Leslie and Company, Ньюкасл-апон-Тайн      | 1 листопада 1938  | 26 грудня 1939    | 19 грудня 1940 | 26 березня 1942 року загинув у наслідок повітряної атаки                                                   |
| «Лайтнінг» | G55           | Hawthorn Leslie and Company, Ньюкасл-апон-Тайн      | 15 листопада 1938 | 22 квітня 1940    | 28 травня 1941 | 12 березня 1943 року торпедований німецьким торпедним катером S-158 та затонув 35 миль від Бізерти (Туніс) |
| «Лавлі»    | G40           | Cammell Laird, Беркенгед                            | 20 грудня 1938    | 29 січня 1939     | 20 липня 1941  | 11 травня 1942 року загинув у наслідок повітряної атаки                                                    |
| «Лукаут»   | G32           | Scotts Shipbuilding and Engineering Company, Грінок | 23 листопада 1938 | 4 листопада 1940  | 30 січня 1942  | 6 січня 1948 року проданий на металобрухт                                                                  |
| «Лойал»    | G15           | Scotts Shipbuilding and Engineering Company, Грінок | 23 листопада 1938 | 8 жовтня 1940     | 31 жовтня 1942 | 1948 проданий на металобрухт                                                                               |

#### Ескадрені міноносці типу «M»
| Корабель   | Номер вимпелу | Виготовлювач                                           | Закладено       | Спущено          | У строю           | Статус                                                                                       |
| ---------- | ------------- | ------------------------------------------------------ | --------------- | ---------------- | ----------------- | -------------------------------------------------------------------------------------------- |
| «Мілн»     | G14           | Scotts Shipbuilding and Engineering Company, Грінок    | 24 січня 1940   | 30 грудня 1941   | 6 серпня 1942     | 27 квітня 1959 проданий до ВМС Туреччини (перейменований на TCG «Альп Арслан»)               |
| «Махратта» | G23           | Scotts Shipbuilding and Engineering Company, Грінок    | 18 серпня 1941  | 28 липня 1942    | 8 квітня 1943     | 25 лютого 1944 року потоплений німецьким підводним човном U-990                              |
| «Маскітер» | G86           | Fairfield Shipbuilding and Engineering Company, Говань | 2 грудня 1940   | 4 вересня 1941   | 18 вересня 1942   | 3 вересня 1955 проданий на металобрухт                                                       |
| «Мімідан»  | G90           | Fairfield Shipbuilding and Engineering Company, Говань | 7 грудня 1939   | 2 грудня 1941    | 18 листопада 1942 | переданий до ВМС Польщі у грудні 1942 (перейменований на ORP «Оркан»)                        |
| «Матчлес»  | G52           | Alexander Stephen and Sons, Глазго                     | 14 вересня 1940 | 4 вересня 1941   | 26 лютого 1942    | 16 липня 1959 року проданий до ВМС Туреччини (перейменований на TCG «Кілікалі-паша»)         |
| «Метеор»   | G73           | Alexander Stephen and Sons, Глазго                     | 14 вересня 1940 | 3 листопада 1941 | 12 серпня 1942    | 29 червня 1959 року проданий до ВМС Туреччини (перейменований на TCG «Піале-паша»)           |
| «Марна»    | G35           | Vickers-Armstrongs, Ньюкасл-апон-Тайн                  | 23 жовтня 1939  | 30 жовтня 1940   | 2 грудня 1941     | 26 березня 1959 року проданий до ВМС Туреччини (перейменований на TCG «Маршал Февзі Чакмак») |
| «Мартін»   | G44           | Vickers-Armstrongs, Ньюкасл-апон-Тайн                  | 23 жовтня 1939  | 12 грудня 1940   | 4 серпня 1942     | 10 листопада 1942 року потоплений німецьким підводним човном U-431                           |

### Військово-морські сили Польщі

#### Ескадрені міноносці типу «M»
| Корабель    | Номер вимпелу | Виготовлювач                                           | Закладено     | Спущено       | У строю           | Статус                                                    |
| ----------- | ------------- | ------------------------------------------------------ | ------------- | ------------- | ----------------- | --------------------------------------------------------- |
| ORP «Оркан» | G90           | Fairfield Shipbuilding and Engineering Company, Говань | 7 грудня 1939 | 2 грудня 1941 | 18 листопада 1942 | потоплений німецьким підводним човном U-378 8 жовтня 1943 |

### Військово-морські сили Туреччини

#### Ескадрені міноносці типу «M»
| Корабель                  | Номер вимпелу | Виготовлювач                                        | Закладено       | Спущено          | У строю        | Статус                                                         |
| ------------------------- | ------------- | --------------------------------------------------- | --------------- | ---------------- | -------------- | -------------------------------------------------------------- |
| TCG «Кілікалі-паша»       | G52           | Alexander Stephen and Sons, Глазго                  | 14 вересня 1940 | 4 вересня 1941   | 26 лютого 1942 | придбаний у Королівському ВМФ Великої Британії 16 липня 1959   |
| TCG «Піале-паша»          | G73           | Alexander Stephen and Sons, Глазго                  | 14 вересня 1940 | 3 листопада 1941 | 12 серпня 1942 | придбаний у Королівському ВМФ Великої Британії 29 червня 1959  |
| TCG «Альп Арслан»         | G14           | Scotts Shipbuilding and Engineering Company, Грінок | 24 січня 1940   | 30 грудня 1941   | 6 серпня 1942  | придбаний у Королівському ВМФ Великої Британії 27 квітня 1959  |
| TCG «Маршал Февзі Чакмак» | G35           | Vickers-Armstrongs, Ньюкасл-апон-Тайн               | 23 жовтня 1939  | 30 жовтня 1940   | 2 грудня 1941  | придбаний у Королівському ВМФ Великої Британії 26 березня 1959 |